# Orlík nad Vltavou
Orlík nad Vltavou (lidově pouze „Orlík") je obec v okrese Písek v Jihočeském kraji na levém břehu řeky Vltavy. Jméno Orlík obec převzala od zámku, který je dnes součástí obce a stojí na skalním útesu nad jezerem orlické přehrady.
Obec tvoří dvě části, původní Orlík nad Vltavou okolo zámku a Staré Sedlo (včetně osady Višňovka, která je od Starého Sedla oddělena křižovatkou). Celkem v nich žije 301 obyvatel. Vesnice Staré Sedlo je zmiňována již koncem 13. století jako farní obec s kostelem. V současné době je Orlík nad Vltavou důležitým střediskem letní turistické sezóny.

## Historie
První písemná zmínka o vesnici pochází z roku 1288.
Roku 1880 byla celá obec Orlík nad Vltavou přejmenována na Staré Sedlo. Roku 1963 byla celá obec Staré Sedlo přejmenována na původní název Orlík nad Vltavou.

## Obyvatelstvo
| Rok            | 1869 | 1880 | 1890 | 1900 | 1910 | 1921 | 1930 | 1950 | 1961 | 1970 | 1980 | 1991 | 2001 | 2011 | 2021 |
| -------------- | ---- | ---- | ---- | ---- | ---- | ---- | ---- | ---- | ---- | ---- | ---- | ---- | ---- | ---- | ---- |
| Počet obyvatel | 860  | 903  | 910  | 851  | 822  | 737  | 611  | 501  | 561  | 485  | 369  | 357  | 341  | 288  | 266  |
| Počet domů     | 102  | 105  | 114  | 102  | 119  | 120  | 128  | 146  | 120  | 110  | 113  | 152  | 165  | 169  | 172  |

## Obecní správa

### Části obce
Obec Orlík nad Vltavou se skládá ze dvou částí, které leží v katastrálním území Orlík nad Vltavou:
- Orlík nad Vltavou
- Staré Sedlo (včetně osady a ZSJ Višňovka)

V letech 1850–1874 k obci patřily i Králova Lhota a Probulov, od 14. června 1964 do 31. prosince 1991 Kožlí a od 1. ledna 1981 do 23. listopadu 1990 také Nevězice.

### Obecní symboly
Znak obce je historický, vlajka byla obci udělena rozhodnutím předsedy Poslanecké sněmovny Parlamentu České republiky dne 17. dubna 2009.

## Pamětihodnosti

### Zámek
Hlavním lákadlem pro turisty je zámek Orlík. Do roku 1961 se tyčil na vysoké skále nad řekou Vltavou, ovšem po vybudování orlické přehrady se dostal téměř na stejnou úroveň jako hladina přehradního jezera. První zmínky o tomto původně raně gotickém hradu pocházejí ze 13. století. Na zámek byl přestavěn v 18. století. Za dobu své existence vystřídal více majitelů, posledními byli Schwarzenbergové až do znárodnění v roce 1948. V roce 1992 byl zámek v restituci Schwarzenbergům vrácen. Současným majitelem je Jan Schwarzenberg, kterému ho předal jeho otec Karel. V sezóně (duben až říjen) je přístupný veřejnosti, mimo sezónu je možné se dohodnout se správou zámku.

### Zámecký park
Rozlehlý park v anglickém stylu byl založen na začátku 19. století, jeho budování trvalo zhruba 100 let a na jeho území byla vysázena spousta vzácných dřevin. Až do roku 1948 byla péči o park věnována velká pozornost, ale po znárodnění došlo k velkému zanedbání celé plochy a po zatopení údolí orlickým jezerem došlo i k zatopení části území parku. Od počátku roku 1993 je park opět v péči rodiny Schwarzenbergů a každoročně je možné pozorovat nové a nové úpravy. Na rekonstrukci bylo využito i fondů EU. V parku je možno absolvovat několik vyhlídkových tras nebo naučnou stezku.

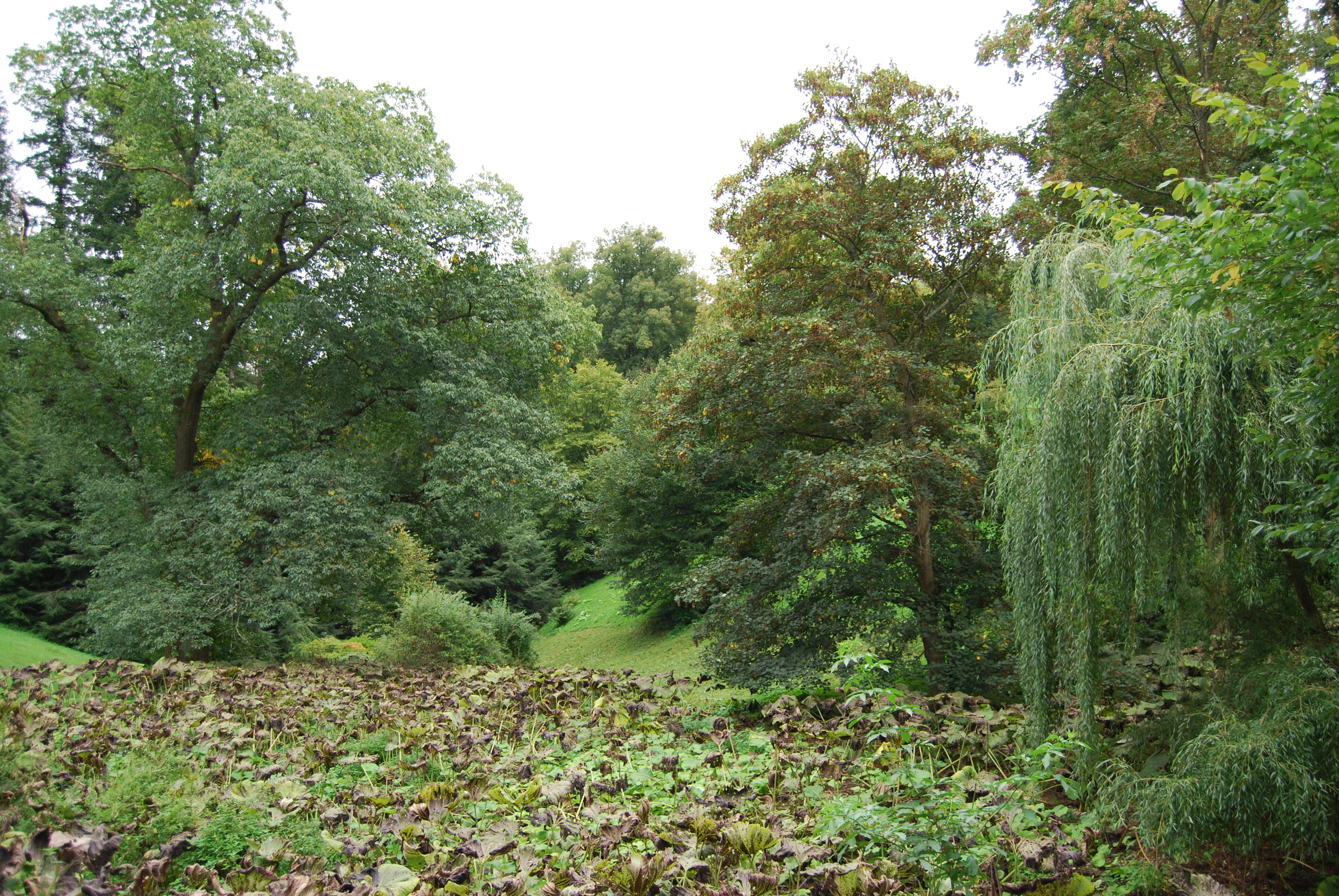
Zámecký park

### Schwarzenberská hrobka

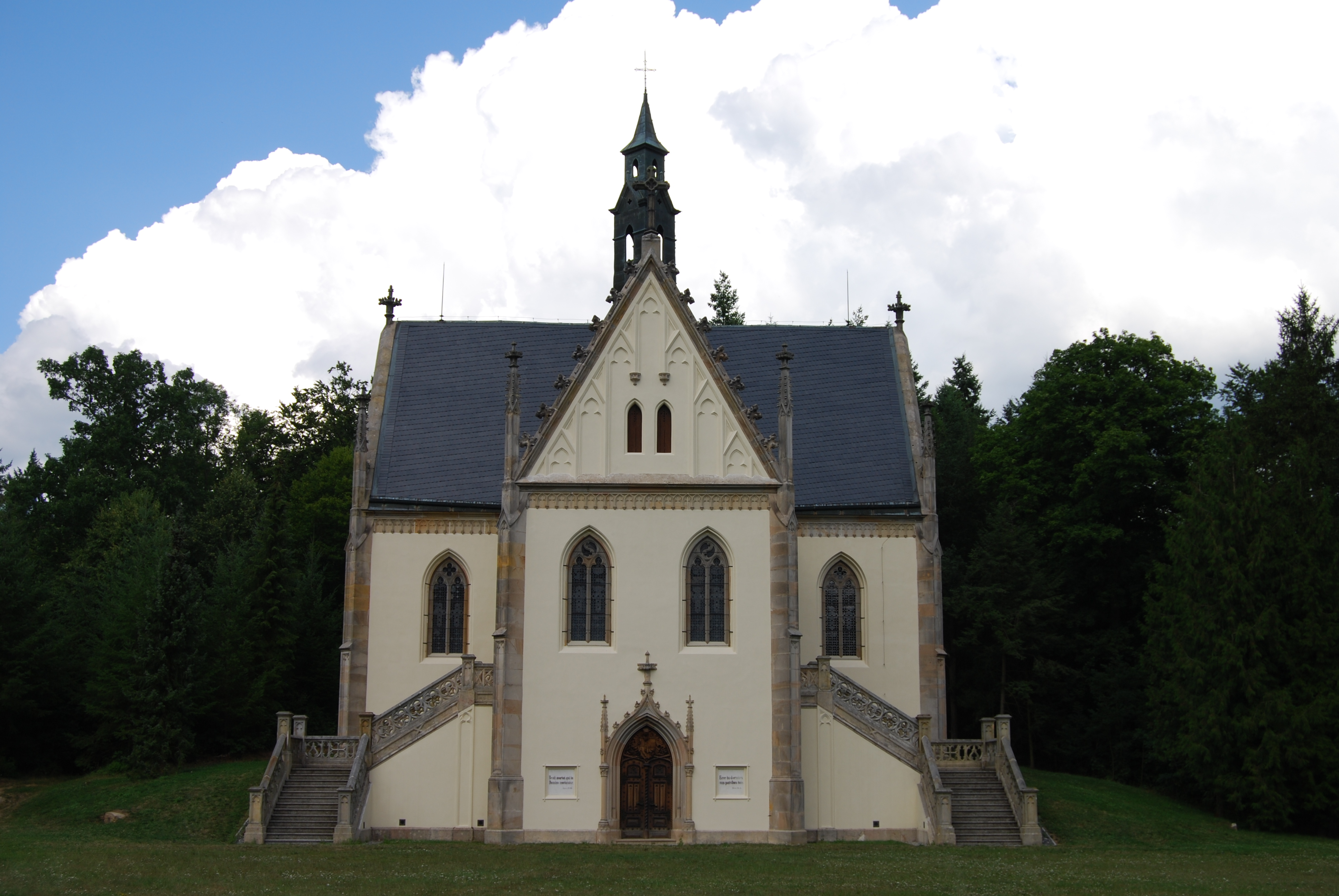
Schwarzenberská hrobka po rekonstrukci

Nedaleko zámku v severní části parku stojí novogotická rodinná hrobka, která byla postavena v polovině 19. století.

### Kostel svatého Prokopa
Na náměstí stojí původně gotický kostel svatého Prokopa postavený ve 14. století. Byl dvakrát přestavován, do dnešní zbarokizované podoby byl převeden v polovině 18. století.

### Fara
Budova fary se nachází v těsném sousedství kostela na náměstí a je vedená v Seznamu kulturních památek v okrese Písek. Mezi farou a kostelem svatého Prokopa se nachází dřevěný kříž s Kristem malovaným na plechu.

### Pranýř
Před farou, na severovýchodním rohu budovy, je k vidění historický kamenný pranýř. Pranýř jevedený v Seznamu kulturních památek v okrese Písek.

### Výklenkové kaple
První výklenková kaple svatého Vojtěcha se nachází vpravo u staré cesty ze vsi do zámku.
Další kaple je zasvěcená svatého Jana Nepomuckého a nachází se přímo u parkoviště k zámku, poblíž domu čp. 125. Jde o výklenkovou kapli, která je na Seznamu kulturních památek v okrese Písek. Kaple Nanebevzetí Panny Marie se nachází u komunikace z obce ve směru na Kožlí.

### Boží muka
Zděná boží muka zasvěcená svatému Divišovi jsou u komunikace z Orlíka na Probulov. Ve výklenku je nápis: „S radostí vzhůru se svatým Divišem“. Tato boží muka jsou také vedená v Seznamu kulturních památek v okrese Písek.
Zděná čtverhranná boží muka jsou poblíž křižovatky na Orlík – Lety – Kožlí.

### Socha
Socha svatého Prokopa se nalézá před budovou fary a kostelem svatého Prokopa na náměstí. Socha je vedená v Seznamu kulturních památek v okrese Písek.

### Pomníky
Proti budově fary se v parčíku nachází pomník padlého Jana Ramajzla. Pomník byl na toto místo přesunutý ze zatopené vesnice Žďákov.
Pomník padlým spoluobčanům v první světové válce se nachází na místním hřbitově. Veliký kamenný památník tvoří dominantu místního hřbitova.
Vedle drobné sakrální stavby božích muk zasvěcených svatému Divišovi, která jsou u komunikace z Orlíka na Probulov, se nachází pomník padlým v druhé světové válce.

### Usedlost
V seznamu kulturních památek v okrese Písek je vedená usedlost čp. 21, která se nachází na náměstí.

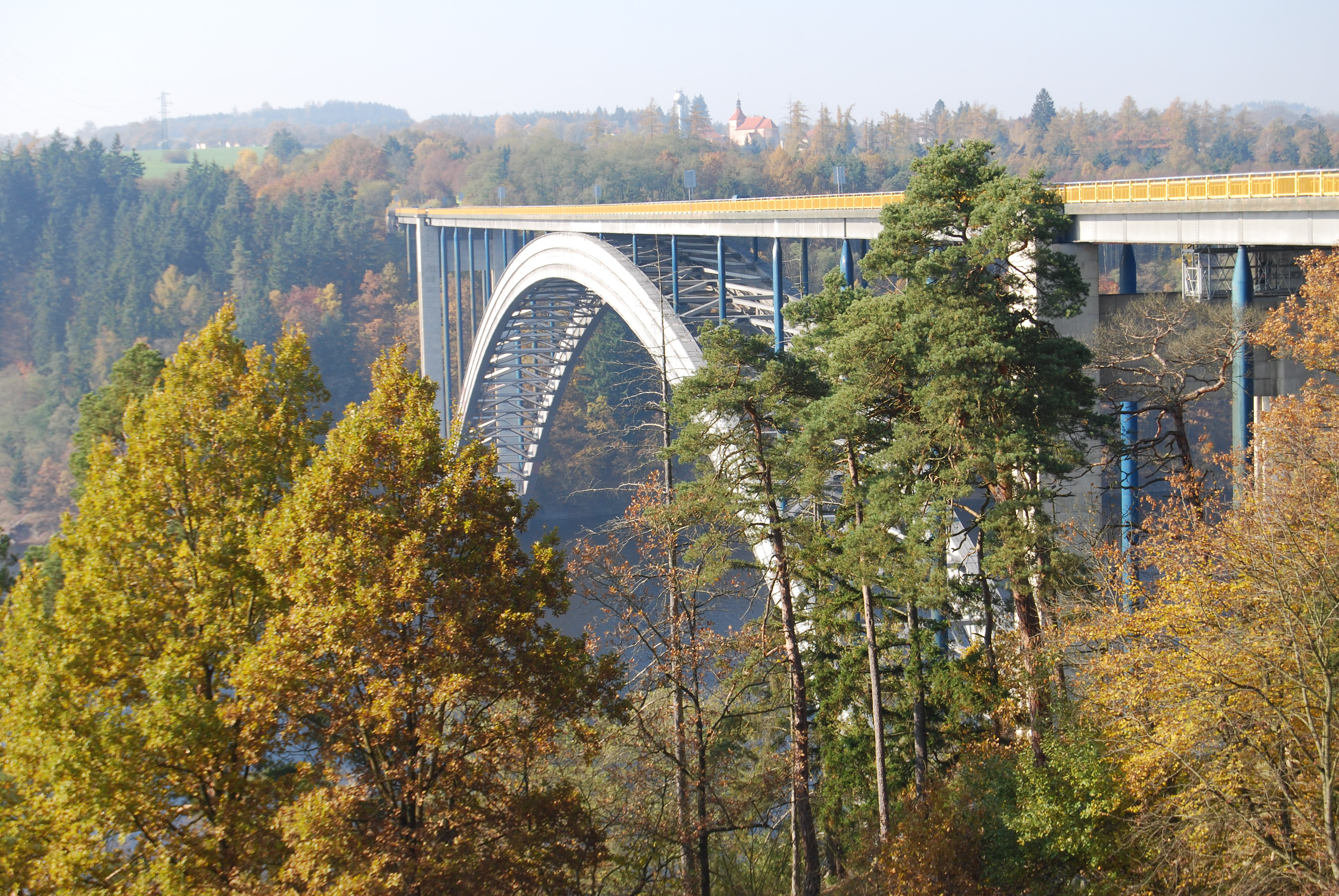
Žďákovský most

### Žďákovský most
Ocelový most na silnici Plzeň-Tábor je jeden z nejdelších jednoobloukových mostů v Evropě. Výška středu mostu nad orlickým jezerem je přibližně padesát metrů, délka mostu je 541 metrů. Roku 2016 byl znovu uveden po rekonstrukci do provozu pro automobily.

## Osobnosti
- Bohdan Kasper (1891–1941), důstojník československé armády, odbojář popravený nacisty, narodil se ve Starém Sedle
- Jan Bedřich Kittl (1806–1868), český skladatel, ředitel Pražské konzervatoře